# Сан-Жуан-ду-Пезу
Сан-Жуан-ду-Пезу (порт. São João do Peso)  —  населённый пункт и район в Португалии,  входит в округ Каштелу-Бранку. Является составной частью муниципалитета  Вила-де-Рей. По старому административному делению входил в провинцию Бейра-Байша. Входит в экономико-статистический  субрегион Пиньял-Интериор-Сул, который входит в Центральный регион. Население составляет 174 человека на 2001 год. Занимает площадь 12,95 км².
Покровителем района считается Иоанн Креститель (порт. São João Baptista).